# Rémy Martin (azienda)
Rémy Martin è una delle grandi case produttrici di cognac, con sede nella città di Cognac in Francia. Nel 1990 Rémy Martin e Cointreau fanno una fusione e creano l'azienda Rémy Cointreau.
Il suo prodotto più prestigioso è il cognac Louis XIII.

## Marche prodotte di cognac
- Rémy Martin Grand Cru
- Rémy Martin VSOP
- Rémy Martin Club
- Rémy Martin 1738 Accord Royal
- Rémy Martin XO Spécial
- Rémy Martin XO Excellence
- Rémy Martin Extra
- Louis XIII de Rémy Martin
- L'Age D'Or de Rémy Martin

## Marche prodotte varie
- Rémy Martin Pineau
- RémyRed
- Rémy Silver